# Eulonche
Eulonche is een geslacht van vlinders van de familie uilen (Noctuidae), uit de onderfamilie Acronictinae.

## Soorten
- E. arioch Strecker, 1898
- E. lanceolaria Grote, 1875
- E. oblinita Smith & Abbot, 1797